# Magdalena-wasserijen in Ierland

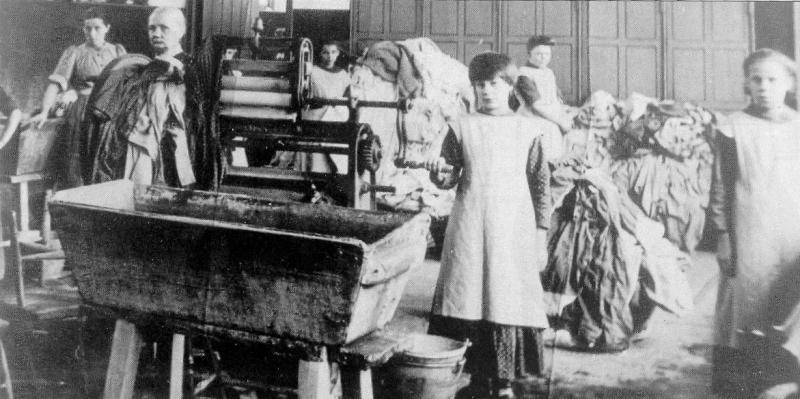
Ierse Magdalena-wasserij, circa 1900

De Magdalena-wasserijen in Ierland, ook bekend als de Magdalena-kloosters, waren tien wasserijen in Ierland die bestonden tussen 1922 en 1996. Het waren tuchthuizen voor vrouwen en meisjes die werden bestierd door vier verschillende rooms-katholieke congregaties; 'Religious Sisters of Charity',  'Sisters of Mercy', 'Sisters of Our Lady of Charity' en de 'Good Shepherd Sisters'.
De wasserijen waren bedoeld om 'gevallen vrouwen' te huisvesten en aan het werk te zetten. Vaak waren dit vrouwen die buiten het huwelijk moeder waren geworden, of vrouwen of meisjes die om wat voor reden dan ook thuis of door de staat niet gewenst waren. Volgens officiële cijfers zijn zo'n 10.000 meisjes en vrouwen in de Magdalena-wasserijen in Ierland opgesloten geweest, maar het werkelijke aantal is waarschijnlijk veel hoger. In 1996 sloot de laatste wasserij haar deuren. In 1993 werden de anonieme graven van 155 vrouwen blootgelegd bij een van de wasserijen. De ophef die hierop volgde, leidde tot veel media-aandacht voor de wasserijen, wat uiteindelijk leidde tot officiële excuses namens de Ierse staat in 2013. Een kwart van de vrouwen in de wasserijen was daar door de Ierse overheid geplaatst. Naast de officiële excuses werd ook compensatie voor de slachtoffers van de wasserijen toegezegd, van in totaal € 58 miljoen. In 2022 was daar zo'n € 32 miljoen van uitgekeerd.
De verhalen over omstandigheden binnen de wasserijen en hoe er met de vrouwen werd omgegaan werden in 2002 verfilmd door Peter Mullan, in The Magdalene Sisters. In 2024 maakte Tim Mielants de film Small Things Like These, gebaseerd op de gelijknamige roman over het onderwerp door Claire Keegan.
De casus rondom Magdalena wasserijen komt ook terug in het boek zusters zonder liefde van journalist Jan Stevens. In dit boek wordt ingegaan op misstanden gepleegd door zusters zoals ook in de Belgische moederhuizen als Tamar in Lommel.

## 'Gevallen' vrouwen
De 'gevallen' vrouwen die in de wasserijen terechtkwamen, kwamen daar op verschillende manieren. Zo werden sommige vrouwen vanuit het rechtssysteem naar de wasserijen gestuurd, onder andere als proeftijd voor een eventuele straf, na het uitzitten van een celstraf, of als vervanging voor het sturen van vrouwen en meisjes naar een 'reformatory school', wat een soort jeugdgevangenis was. Daarnaast werden meisjes en vrouwen die buiten het huwelijk zwanger waren geworden naar de wasserijen gestuurd. Uit het onderzoeksrapport dat werd gepubliceerd in 2013 (gebaseerd op gegevens van 8 van de 10 wasserijen) kwam dat 10% van de vrouwen door hun familie naar de wasserij was gestuurd. 2.124 vrouwen waren daar door de autoriteiten geplaatst. 40% van de vrouwen was jonger dan 23 jaar oud. 4.000 van de 10.000 vrouwen zat er langer dan een jaar; 15% zat er langer dan 5 jaar.

## Omstandigheden in de wasserijen
De wasserijen hadden vaak vergrendelde deuren, hoge muren en onbereikbare ramen. De vrouwen kregen geen informatie over hoe lang ze moesten blijven of wanneer ze vrij zouden worden gelaten. Veel vrouwen kregen een nieuwe naam en werd verteld dat ze niet over hun thuis of familie mochten praten. Hun kleren werden afgepakt en vervangen door een uniform. De vrouwen werden geacht hun dagen in stilte door te brengen. Correspondentie met de buitenwereld was verboden of werd streng gecontroleerd, en familiebezoek werd ontmoedigd en gemonitord.
De vrouwen moesten van 's ochtends tot 's avonds werken: het wassen, strijken en inpakken van wasgoed (vandaar de naam wasserij) en soms naaien en borduren. De wasserijen waren commerciële instellingen en hadden een winstoogmerk, maar de vrouwen werden niet betaald voor hun werk. Het wasgoed kwam van onder andere particulieren, lokale bedrijven, religieuze instellingen, ziekenhuizen, scholen, gevangenissen en defensie.
Straffen die werden opgelegd voor het maken van fouten of het weigeren van werk bestonden uit eenzame opsluiting, geen eten krijgen, fysieke mishandeling en vernedering, waaronder kaalscheren. Vrouwen die wisten te ontsnappen werden vaak door de politie teruggebracht.
Wanneer een meisje of vrouw werd vrijgelaten, dan was dit zonder waarschuwing of geld en met alleen de kleren die ze droegen. Veel vluchtten naar het buitenland.

## Massagraf in Dublin
In 1993 verkochten de Sisters of Our Lady of Charity een deel van hun kloostergronden in Dublin voor 1,5 miljoen pond aan een projectontwikkelaar. Op het terrein bleken 133 anonieme, ongemarkeerde graven te liggen. In totaal werden 155 lichamen gevonden. Van slechts 75 van de begraven vrouwen was een overlijdensakte beschikbaar. De vrouwen waren daar in de loop van 100 jaar begraven, de meest recente in april 1987.
De ontdekking van het massagraf leidde tot verontwaardiging en hernieuwde aandacht voor de wasserijen in Ierland. Verschillende vrouwen kwamen naar voren met verhalen over de omstandigheden in de wasserijen.

## Onderzoeksrapport
In 2011 presenteerde de Justice for Magdalenes, een groep die opkwam voor de belangen van de vrouwen die in de wasserijen opgesloten hadden gezeten, haar onderzoek aan de United Nations Committee Against Torture (UNCAT). Dit resulteerde in aanbevelingen vanuit de UNCAT, waarin ze hun zorgen uitten over de tekortkomingen door de Ierse staat wat betreft het nalaten van gedegen onderzoek naar aanleiding van de getuigenissen van de vrouwen. Daarnaast drong de UNCAT er bij de Ierse staat op aan dat ze de vrouwen een schadevergoeding zouden betalen. Hierop zette de Ierse regering een onderzoekscommissie op, om de betrokkenheid van de Ierse staat wasserijen te onderzoeken. Op 5 februari 2013 werd het onderzoeksrapport gepubliceerd. Daarin bekende de Ierse staat schuld met betrekking tot het tot slaaf maken van meer dan 10.000 vrouwen, waarvan de meeste tegen hun wil, zonder salaris, pensioen en sociale bescherming werden opgesloten in door de kerk gerunde instituties. Het rapport concludeerde daarnaast dat de vrouwen als gratis arbeidskrachten waren ingezet, waarmee Ierse arbeidswetten systematisch waren ontdoken. Het rapport betrof alleen de wasserijen die tussen 1922 (het moment dat de Ierse staat werd gesticht) en 1996 actief waren; de wasserijen bestonden echter langer. Andere belangrijke bevindingen in het rapport waren dat meer dan een kwart van de vrouwen er door de Ierse staat heen was gestuurd en dat de staat lucratieve contracten gunde aan de wasserijen, zonder clausules met betrekking tot een eerlijk salaris of sociale zekerheid.

## Excuses van de Ierse staat
In 2013 bood de toenmalige Taoiseach van Ierland, Enda Kenny, formele excuses aan namens de Ierse staat. Hij noemde de wasserijen the nation's shame (de schande van de natie) en zei: 
Therefore, I, as Taoiseach, on behalf of the State, the government and our citizens deeply regret and apologise unreservedly to all those women for the hurt that was done to them, and for any stigma they suffered, as a result of the time they spent in a Magdalene Laundry. (Daarom betuig ik, als Taoiseach, namens de staat, de regering en onze burgers, diepe spijt en verontschuldig ik mij onvoorwaardelijk voor de pijn die al deze vrouwen is aangedaan, en voor het stigma dat ze hebben geleden ten gevolge van de tijd die ze hebben doorgebracht in een Magdalena-wasserij.)

## Herstelbetalingen
De Ierse regering kondigde in 2013 aan € 58 miljoen uit te trekken voor herstelbetalingen aan vrouwen die in de wasserijen hadden gewerkt. Enkele honderden vrouwen ontvingen als onderdeel van deze herstelbetalingen bedragen tot € 100.000,-, afhankelijk van hoelang ze in de wasserijen hadden gewerkt. In 2022 was zo'n €32 miljoen uitgekeerd, in bedragen uiteenlopend van € 11.000,- tot € 100.000,-. Alle vier de religieuze congregaties die de in totaal 10 wasserijen runden hebben geweigerd een financiële bijdrage te doen aan het fonds waar de herstelbetalingen uit zijn gedaan.